# Rushia schaefferi
Rushia schaefferi is een keversoort uit de familie zwamspartelkevers (Melandryidae). De wetenschappelijke naam van de soort werd in 1924 gepubliceerd door Csiki.